# Waghinak Zacharian
Waghinak Zacharian (ros. Вагинак Захарян, orm. Վաղինակ Զաքարյան; ur. 20 czerwca 1920 we wsi Martunaszen, obecnie w rejonie Göygöl w Azerbejdżanie, zm. 16 stycznia 1945 w Iwanowicach) – radziecki wojskowy narodowości ormiańskiej, starszy porucznik, odznaczony pośmiertnie Złotą Gwiazdą Bohatera Związku Radzieckiego (1945).

## Życiorys
Urodził się w ormiańskiej rodzinie robotniczej. W 1939 skończył szkołę średnią w Kirowabadzie (obecnie Gandża), po czym został powołany do Armii Czerwonej. Od czerwca 1941 uczestniczył w wojnie z Niemcami, był dwukrotnie ranny i kontuzjowany, we wrześniu 1943 ukończył szkołę wojsk pancernych i wrócił na front jako dowódca plutonu czołgów. Brał udział w wyzwalaniu Ukrainy, wyróżniając się odwagą w walkach o Szepetówkę i Tarnopol. Szczególnie wyróżnił się podczas wyzwalania Polski jako dowódca plutonu czołgów 13 Gwardyjskiej Brygady Pancernej 4 Gwardyjskiego Korpusu Pancernego 5 Gwardyjskiej Armii 1 Frontu Ukraińskiego w stopniu starszego porucznika 16 stycznia 1945, gdy w miejscowości Iwanowice na północ od Krakowa zniszczył gąsienicami czołgu dwa działa i dwa kolejne ogniem artyleryjskim, a następnie trzy samobieżne działa, jednocześnie zadając Niemcom duże straty w ludziach (według oficjalnych informacji ok. 170 zabitych). Zginął w tej walce. 27 czerwca 1945 pośmiertnie otrzymał tytuł Bohatera Związku Radzieckiego i Order Lenina.